# Khỉ Barbary ở Gibraltar

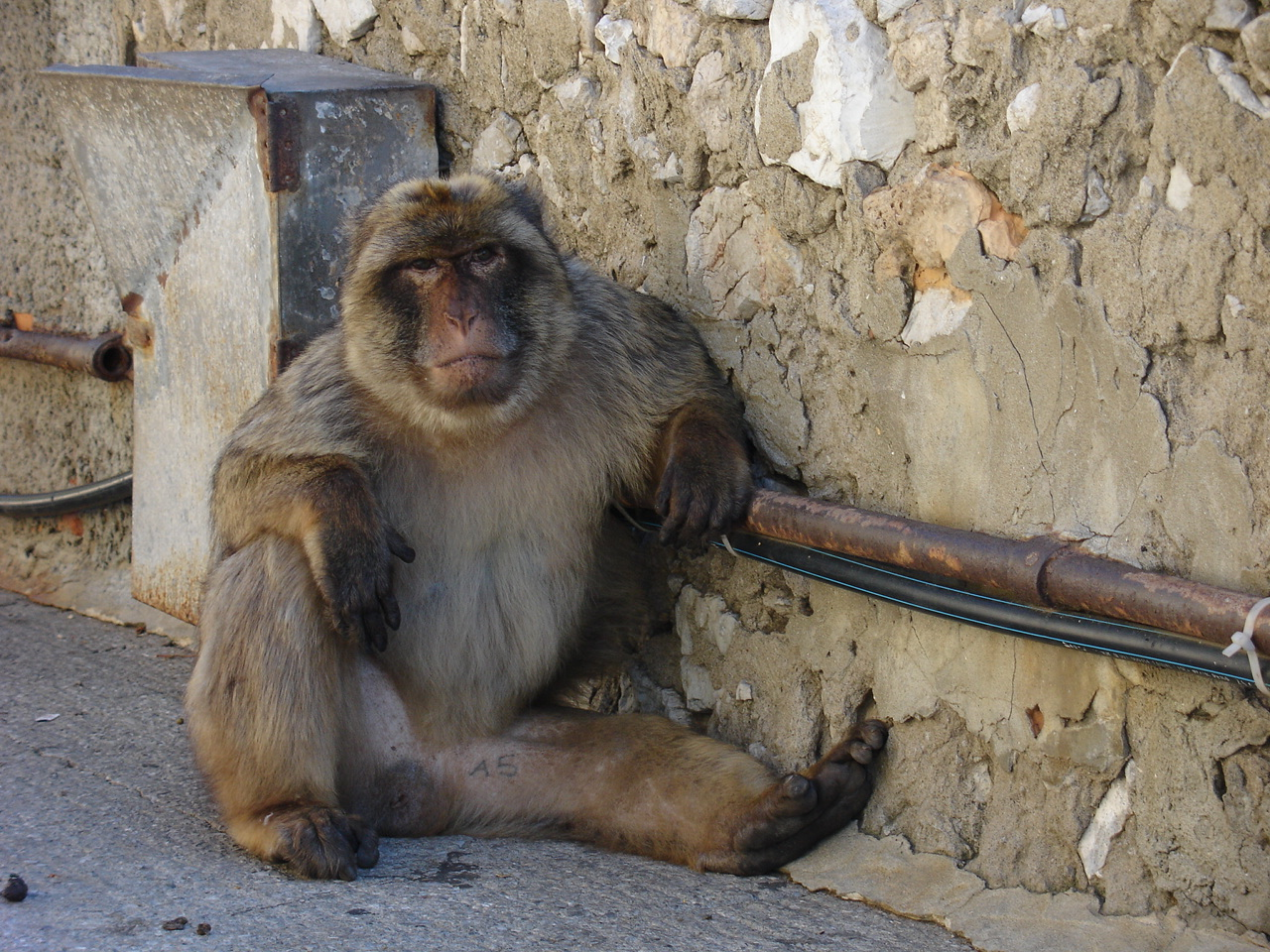
Một con khỉ Barbary ở Gibraltar

Khỉ Barbary ở Gibraltar là tình trạng một nhóm nhỏ của loài khỉ Barbary (Macaca sylvanus) là loài bản địa của châu Phi đang sinh sống tại vùng Gibraltar thuộc châu Âu lục địa với một nhóm nhỏ với khoảng 300 cá thể sống tại đây. Chúng được cho là loài khỉ hoang của châu Âu. Chúng có ý nghĩa quan trọng trong việc nghiên cứu về loài khỉ này cũng như du lịch sinh thái ở vùng Gibraltar. Khỉ Barbary của Gibraltar thuộc Vương quốc Anh là đại diện duy nhất của khỉ hoang dã ở châu Âu.

## Tổng quan
Hầu như toàn bộ khỉ hoang dã trên thế giới sống tập trung tại bốn khu vực là Nam Mỹ, Trung Mỹ (khỉ Tân Thế giới), châu Á và châu Phi (Khỉ Cựu thế giới). Nhưng có một ngoại lệ duy nhất là loài khỉ hoang Barbary, sống trên đảo Gibraltar. Phân tích DNA cho thấy loài khỉ này có nguồn gốc từ Bắc Phi. Hiện chỉ còn khoảng 300 cá thể khỉ Barbary tại đây, và để bảo vệ, chính quyền địa phương có thể phạt tới 800 USD (gần 17 triệu đồng) nếu ai đó cho khỉ ăn, để ngăn chúng không bị lệ thuộc vào loài người.

### Cuộc sống

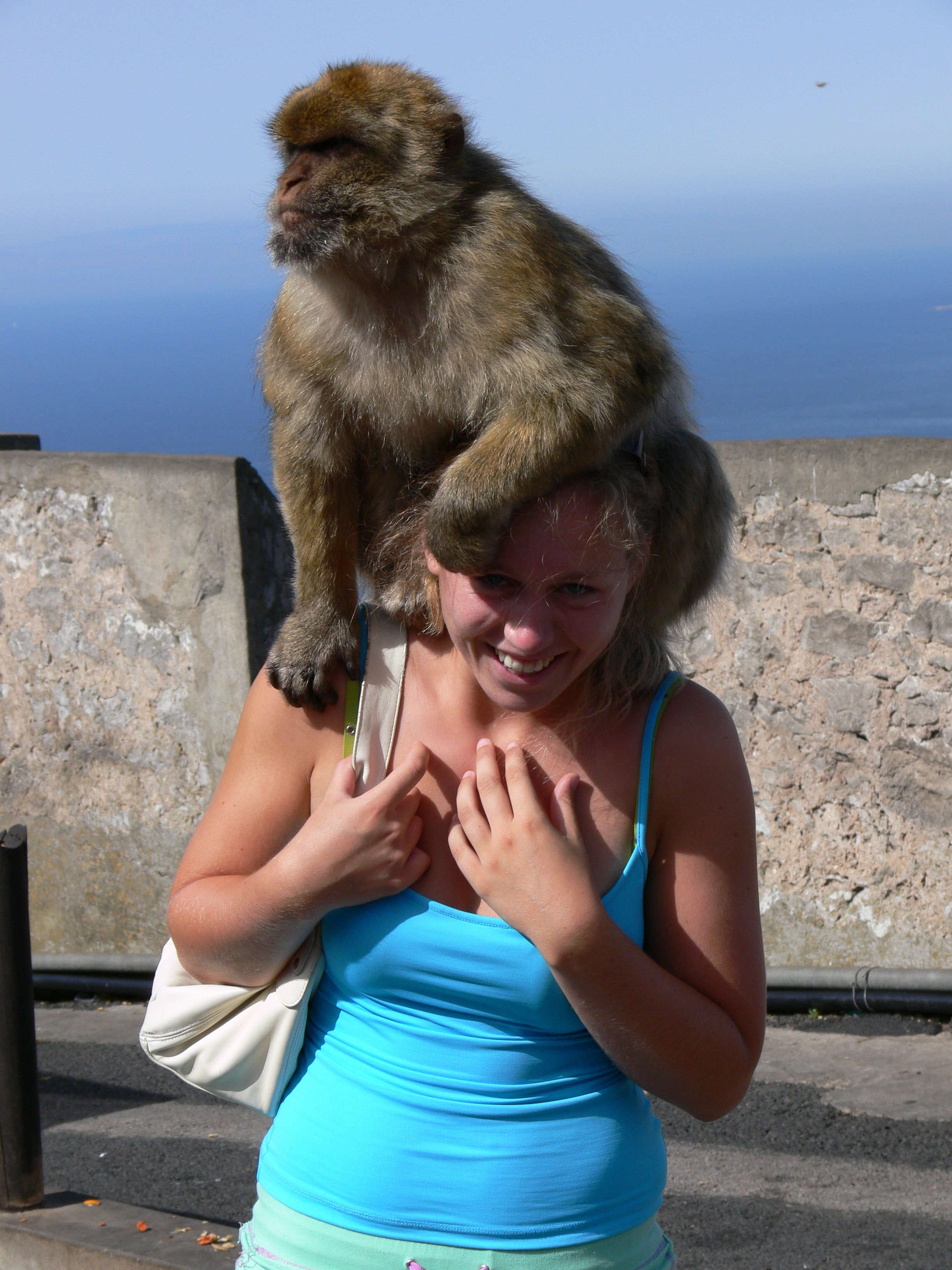
Những con khỉ có thể tấn công tình dục đối với các nữ du khách

Barbary là loài khỉ không đuôi được các nhà khoa học lần đầu tiên mô tả vào năm 1758. Chúng phân bố chủ yếu trên dãy núi Atlas, Bắc Phi phần thuộc hai nước Algeria và Ma-rốc, chúng một trong những loài khỉ Cựu thế giới đặc biệt nhất trên trái đất. Loài này được biết đến với những con khỉ đực rất thích đảm nhận nhiệm vụ chăm sóc khỉ nhỏ. Đối với khỉ Barbary con, những khi đùa giỡn với nhau cũng là lúc chúng rèn luyện sức khỏe cũng như thực tập các động tác đấu nhau. Sau những giây phút nghỉ ngơi, chơi đùa, khỉ con còn phải học cách tìm thức ăn để tồn tại. Trong khi đó, các con khỉ trưởng thành có nhiệm vụ đi tìm thức ăn.
Những con khỉ này đôi khi cũng được ghi nhận là hung hăng, có một sự kiện hy hữu tại Gibraltar khi có một nữ du khách bị bầy khỉ lột đồ, tấn công tình dục, khi có một nữ du khách mặc bikini đến tham quan những con khỉ Macaca ở Barbary thì một nữ du khách đã bị bầy khỉ tấn công, có mấy con khỉ bắt đầu túm lấy tóc và tuột áo bikini, có hai con khỉ túm lấy và mò mẫm vùng nhạy cảm và một con giật mạnh, kéo tuột áo bikini của cô xuống. Các du khách ở đó thì cảm thấy hiếu kỳ, khi nạn nhân thét lên thì người quản lý mới kéo cô ra khỏi đám khỉ.
Đây không phải là lần đầu tiên các con khỉ ở Gibraltar Barbary tấn công du khách. Tháng 10 năm trước vụ việc, có Stuart Gravenell, 53 tuổi từng bị tấn công một cách man rợ khi đến xem chúng cùng với con trai. Trong lúc đang đi bộ qua khu bảo tồn, một con khỉ đứng trên cao chạy đến, vồ lấy và cắn cánh tay trái. Nhân viên y tế ở Gibraltar cho biết chấn thương của ông là điều kinh khủng nhất mà họ từng gặp. Khi nạn nhân trở về nhà, bác sĩ cho biết ông có thể bị mất cảm giác ở cánh tay trái vĩnh viễn. Cảnh sát cho biết động vật hoang dã thì không thể chịu trách nhiệm hình sự.

### Chế độ ăn

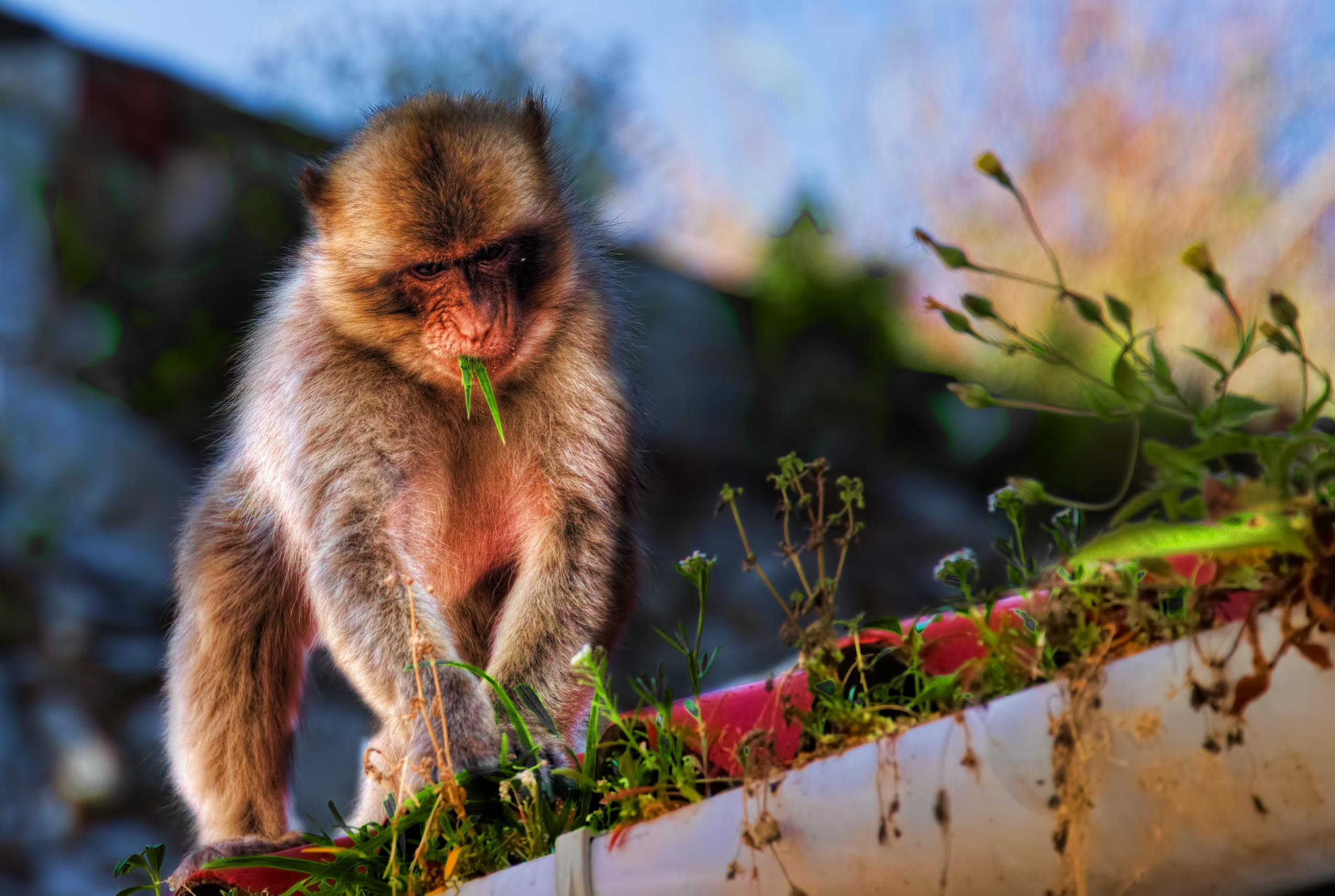
Một con khỉ Babary ở Gibraltar đang ăn

Tại môi trường mới này, khác với châu Phi, vỏ cây tuyết tùng là một trong những loại thức ăn mà loài vật này ưa thích. Mùa xuân là quãng thời gian dưỡng chất trong vỏ cây tuyết tùng dồi dào nhất. Khoáng chất, muối, calci là những thành phần có nhiều trong loại vỏ cây này. Tuy thực vật là thức ăn chủ yếu của loài khỉ Barnary, nhưng chúng cũng có thể ăn một số côn trùng. Song, chỉ thỉnh thoảng chúng mới ăn thịt động vật để thay đổi thực đơn. Loại thức ăn có hàm lượng protein và vitamin cao mà khỉ Barbary rất thích là trứng kiến. Không những trứng kiến mà ngay cả kiến, khỉ Barbary cũng thích ăn. Nhưng chúng sẽ ăn những cái trứng béo ngậy đến hết mới ăn tới kiến. 

### Xã hội

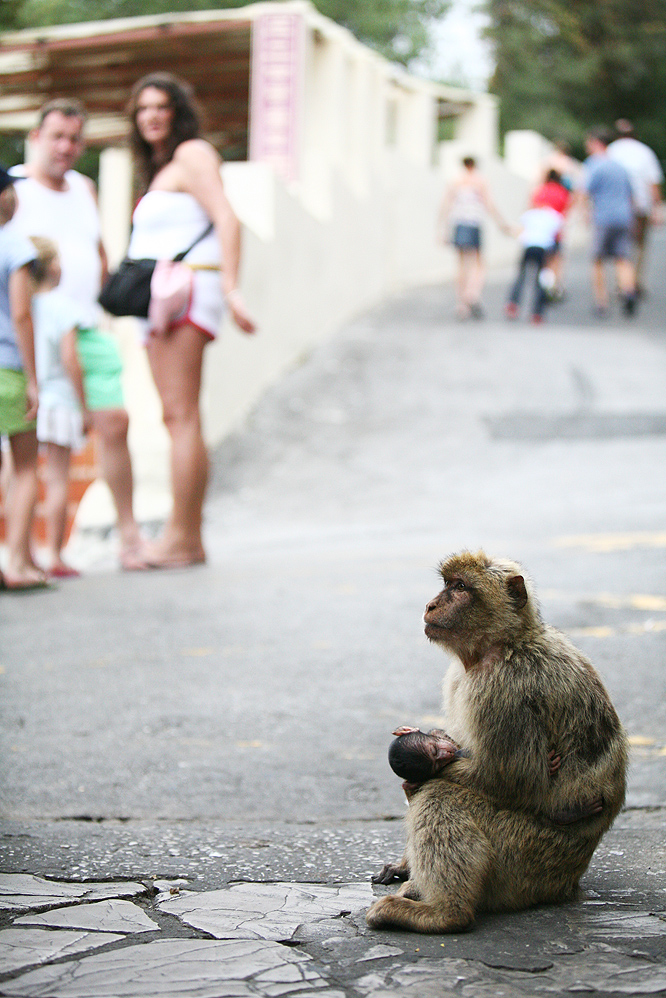
Hai mẹ con khỉ ở một khu vực du lịch

Các con khỉ đực Barbary trưởng thành luôn rất yêu thương khỉ con trong đàn cho dù không phải là con của chúng. Sau khi chào đời, mỗi con khỉ con thường có một con khỉ đực đảm nhận việc chăm sóc. Khi cảm thấy có mối nguy hiểm, khỉ con liền chạy đến bên thành viên chịu trách nhiệm chăm sóc nó để được bảo vệ, vỗ về. Các con đực không nhất thiết phải là cha của con khỉ con, nó đảm nhận vai trò chăm sóc thành viên nhỏ như một bảo mẫu.
Khỉ Barbary thường sinh con vào khoảng cuối mùa xuân, đầu mùa hè. Chỉ cần khỉ con được 3 ngày tuổi là khỉ mẹ đã có thể chọn một con đực nào đó trong đàn để giao nhiệm vụ nuôi khỉ con. Khi mới chào đời, khỉ con nhận được sự quan tâm của tất cả các thành viên trong đàn. Loài vật này luôn xem việc đón chào thành viên mới là một sự kiện trọng đại. Mỗi con khỉ Barbary đực đều có một vài đối tượng để chúng theo đuổi. Nếu mọi chuyện diễn ra tốt đẹp trong mùa đông thì đôi khỉ sẽ kết thân với nhau khi mùa xuân tới. Chăm sóc khỉ nhỏ luôn là cơ hội tốt nhất để khỉ đực thể hiện tình cảm với khỉ cái. Đây là cũng cách mà chúng chứng tỏ với đối phương rằng mình là một con khỉ đực rất có trách nhiệm đối với thế hệ sau.

### Kết đôi
Trong mùa kết đôi, các con khỉ đực thường xảy ra mâu thuẫn do cạnh tranh quyền giao phối. Những con đực không tìm được bạn tình thường tranh thủ giao phối khi những con cái không có bạn tình bên cạnh. Khỉ Barbary là loài khá hiền lành. Chúng ít khi xảy ra xung đột. Nếu có đối đầu thì cuộc chiến của chúng chỉ diễn ra rất nhẹ nhàng chứ không gây thương tích nặng nề cho nhau như nhiều loài vật khác. Mặc dù sức vóc chiếm ưu thế hơn nhưng các con đực lại không được quyền quyết định chọn bạn tình. Khỉ cái được toàn quyền trong vấn đề này.
Loài khỉ Barbary rất hay chung chạ, chúng thường quan hệ với nhiều bạn tình cùng lúc. Điều này có nghĩa là hàm lượng tinh trùng của các con đực sẽ bị vắt kiệt liên tục. Và con cái la hét khi chúng dễ thụ thai nhất, vì vậy con đực có thể tận dụng tối đa lượng tinh trùng của mình. Ngoài ra, tiếng kêu cũng giúp con cái trở nên quyến rũ hơn đối với bạn tình. Khi giao phối, khỉ cái phải la hét trong mỗi cuộc mây mưa để giúp bạn tình lên đỉnh. Các nhà khoa học tại Trung tâm linh trưởng Đức ở Göttingen đã tìm hiểu loài khỉ Barbary trong 2 năm tại khu bảo tồn thiên nhiên ở Gibraltar để tìm hiểu mục đích của những tiếng kêu.
Không có những tiếng kêu thống thiết đó, những con khỉ đực Barbary sẽ có thể không xuất tinh được. Bạn tình càng hét to, khỉ đực càng hăng, những con khỉ Barbary cái thốt ra những tiếng kêu đặc trưng chói tai trước, trong khi và sau khi giao phối. Khỉ cái la hét trong 86% số lần giao phối. Khi khỉ cái hét to, thì con đực xuất tinh được 59% số lần. Nếu khỉ cái không hò hét, thì con đực xuất tinh được chưa tới 2% số lần. Về tiếng la có xuất phát từ mức độ hăng say của tình dục, số lần con đực hành động và quãng thời gian của nó thì khi có tiếng hét thì số pha hành động cũng tăng lên, việc hò hét khiến cho quan hệ trở nên cuồng loạn hơn.